# Hermonassa orbicularis
Hermonassa orbicularis är en fjärilsart som beskrevs av Charles Boursin 1967. Hermonassa orbicularis ingår i släktet Hermonassa och familjen nattflyn. Inga underarter finns listade i Catalogue of Life.